# Litsárda
Litsárda, en grec moderne : Λιτσάρδα, est un village du dème d'Apokóronas, dans le district régional de La Canée, de la Crète, en Grèce. Selon le recensement de 2011, la population de Litsárda compte 116 habitants.
Le village est situé à 28 km de La Canée et à une altitude de 290 mètres.

## Recensements de la population
| Recensements | 1900 | 1920 | 1928 | 1940 | 1951 | 1961 | 1971 | 1981 | 1991 | 2001 | 2011 |
| ------------ | ---- | ---- | ---- | ---- | ---- | ---- | ---- | ---- | ---- | ---- | ---- |
| Population   | 233  | 232  | 263  | 274  | 274  | 244  | 157  | 112  | /    | 124  | 116  |